# Stellapora echinata
Stellapora echinata is een hydroïdpoliep uit de familie Stylasteridae. De poliep komt uit het geslacht Stellapora. Stellapora echinata werd in 1879 voor het eerst wetenschappelijk beschreven door Moseley. 